# پارک ملی امبوسلی
پارک ملی امبوسلی (انگلیسی: Amboseli National Park) یک پارک ملی در شهرستان کاییادو، کنیا است.
این پارک که در سال ۱۹۷۴ تأسیس شده دارای ۳۹۲ کیلومترمربع مساحت می‌باشد و دارای حیواناتی همچون فیل بیشه آفریقایی، گاومیش آفریقایی، ایمپالا، شیر ماسای، یوزپلنگ تانزانیایی، کفتار خال‌دار، زرافه کلیمانجارو، گورخر دشتی و کل یالدار آبی‌رنگ است.